# 11508 Stolte
11508 Stolte è un asteroide della fascia principale. Scoperto nel 1990, presenta un'orbita caratterizzata da un semiasse maggiore pari a 2,7858661 UA e da un'eccentricità di 0,1001422, inclinata di 10,10928° rispetto all'eclittica.